# Головний храм (буддизм)

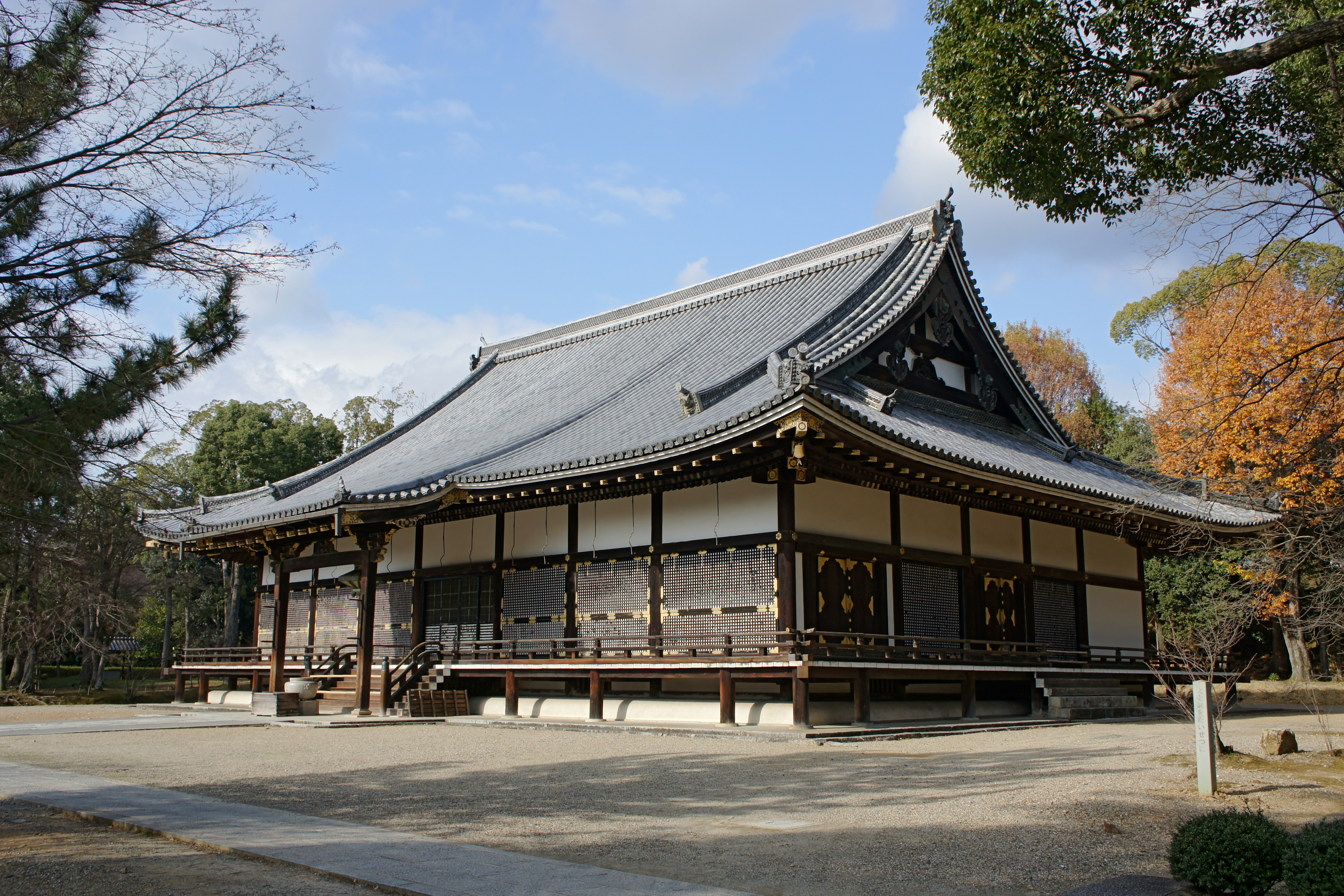
Головний (золотий) храм монастиря Нінна (Кіото).

Головни́й хра́м (яп. 本堂, ほんどう, МФА: [hoɴ doː]) — в Японії центральна культова будівля в архітектурному ансамблі буддистського монастиря. Місце знаходження головного об'єкта поклоніння обителі. Одна з семи обов'язкових споруд на території монастиря.

## Синоніми
Назва головного храму в Японії різниться залежно від конфесійної приналежності монастиря.
- Золотий храм (яп. 金堂こんどう, МФА: [koɴ doː])

вживається для позначення головного храму монастирів секти Шінґон езотеричного буддизму. Назва походить від золотих або позолочених статуй, що розмішувалися у храмі.　В VII — XI століттях термін «Золотий храм» використовували для позначення головного храму, незалежно від конфесійної приналежності монастиря.
- Центральний храм (яп. 中堂, ちゅうどう, МФА: [t͡ɕuː doː])

вживається для позначення головного храму монастирів секти Тендай.
- Палац Будди (яп. 仏殿, ぶつでん, МФА: [bu̥t͡su deɴ])

вживається для позначення головного храму монастирів сект Ріндзай та Сото дзен-буддизму.
- Храм Аміди (яп. 阿弥陀堂, あみだどう, МФА: [amʲida doː])

вживається для позначення головного храму монастирів Істинної секти Чистої Землі амідаїстського буддизму. Назва походить від імені будди Аміди.
- Храм Засновника (яп. 御影堂, みえいどう, МФА: [mʲi.eː doː])

вживається для позначення головного храму монастирів секти Чистої Землі амідаїстського буддизму. Назва походить від імені ченця Хонена, засновника секти. В інших буддистських сектах Японії термін «Храм Засновника» використовується для позначення окремої від головного храму будівлі.
Незважаючи на існування різних назв, термін «Головний храм» використовується в більшості конфесій як компромісний.